# اشکودا گارد

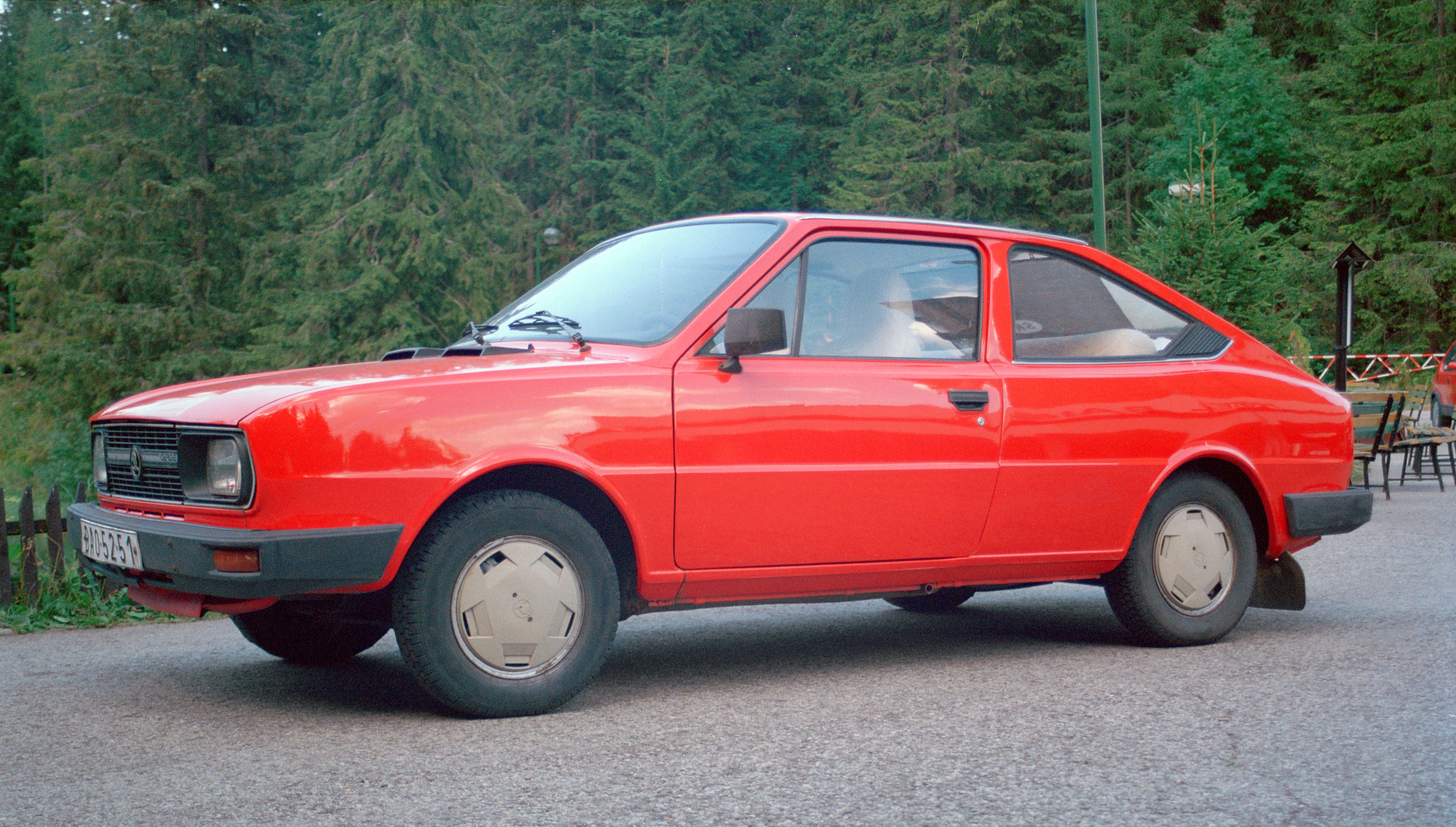

اشکودا گارد (Škoda Garde) خودرویی است که در سال‌های ۱۹۸۱ تا ۱۹۸۴تولید شده‌است.
این خودرو در کلاس خودرو کامپکت قرار گرفته و است.
موتور آن ۱۱۷۴ سی‌سی سیستم جعبه‌دندهٔ آن ۴ دنده به صورت دستی است.